# Esther Charlotte Brandes

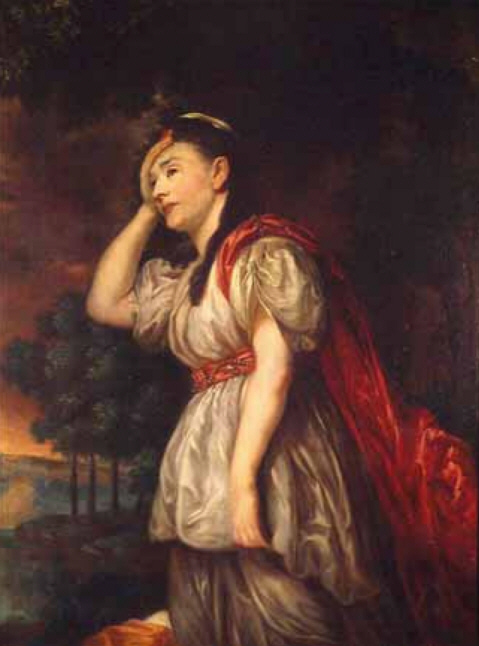
Esther Charlotte Brandes som Ariadne, efter Anton Graff.

Esther Charlotte Brandes, född Koch Kreis Johannisburg i Ostpreussen 1746, död den 13 maj 1786 i Hamburg, var en tysk skådespelerska och operasångerska. Hon tillhörde sin samtids mer välkända artister. 
Esther Charlotte Brandes var dotter till den preussiska tjänstemannen Gottfried Salomo Koch (? - 1748 ), gifte sig 1764 med skådespelaren Johann Christian Brandes och blev mor till Minna Brandes. 
Hon var engagerad vid Schuchs teatersällskap 1764-68 och Seylers teatersällskap 1768-75. Familjen Brandes var engagerade vid Rigas första operascen, Riga Stadttheater, som grundades 1782, och tillhörde då den första fasta teaterensembléen i Lettland. Familjen återvände till Tyskland 1784, enligt uppgift sedan dottern till den inflytelserike Joseph Anton Christ, såg rivaler i mor och dotter Brandes.   
Bland hennes roller fanns Medea, Orsina och Minna von Barnhelm, men hennes mest berömda roll var som Ariadne i sin man Johann Christian Brandes drama "Ariadne auf Naxos" med musik av Georg Benada från 1775, som under fyrtio år tillhörde de mest populära pjäserna inom den tyska teatern. Hon var den första skådespelaren i denna roll som klädde sig i en tidsenlig antik kostym, något ovanligt vid den tiden, när tidsenliga kostymer ännu inte blivit regel inom teatern, och avmålades också sådan i en berömd tavla. 